# Rudgea kunthii
Rudgea kunthii är en måreväxtart som beskrevs av Paul Carpenter Standley. Rudgea kunthii ingår i släktet Rudgea och familjen måreväxter.
Artens utbredningsområde är Colombia. Inga underarter finns listade i Catalogue of Life.